# Jugoslawisch-polnische Beziehungen
Die Jugoslawisch-polnischen Beziehungen waren die außenpolitischen Beziehungen zwischen Jugoslawien und Polen. 
Nach dem Ersten Weltkrieg entstand die Zweite Polnische Republik und auf dem Westbalkan entstand der Staat der Slowenen, Kroaten und Serben, der sich später zu Jugoslawien formierte. Beide Staaten nahmen diplomatische Beziehungen auf. Während des deutschen Überfalls auf Polen 1939 verhielt sich Jugoslawien neutral. Gleichwohl kamen viele polnische Flüchtlinge über Jugoslawien auf den Balken, wo sie von den jugoslawischen Behörden freundschaftlich aufgenommen wurden. 1941 griff das Deutsche Reich auch Jugoslawien an. Zahlreiche Jugoslawen wurden in deutsche Lager auf dem Gebiet des heutigen Polens inhaftiert, gleichzeitig befanden sich Zehntausende polnische Flüchtlinge noch nach dem Krieg in Jugoslawien. Zunächst waren nach dem Zweiten Weltkrieg die Volksrepublik Polen und Jugoslawien im Einflussbereich Stalins und schlossen 1946 einen Freundschaftsvertrag. Jugoslawien brach jedoch 1948 mit Stalin und die Beziehungen kühlten ab. Sie wurden nach Stalins Tod in den 1950er Jahren wieder besser. 1956 wurde wieder ein Vertrag über Zusammenarbeit zwischen beiden Staaten unterzeichnet. Sie verschlechterten sich erneut während des Prager Frühlings, als polnische Truppen mit anderen Soldaten des Ostblocks in der Tschechoslowakei einmarschierten, Jugoslawien jedoch mit der Tschechoslowakei sympathisierte. Später erholten sich die Beziehungen jedoch wieder und viele Polen machten in den 1970er- und 1980er-Jahren Urlaub in Jugoslawien. 1989 kam es in Polen zur friedlichen Revolution und die Dritte Polnische Republik entstand, während Jugoslawien in den Jugoslawienkriege der 1990er-Jahre zerfiel.
Polen besaß eine Botschaft in Belgrad. Jugoslawien hatte eine Botschaft in Warschau.